# Jonathan Palmer
Jonathan Charles Palmer (London, 1956. november 7. –) volt brit autóversenyző, Formula–1-es pilóta. Fia, Jolyon Palmer szintén versenyzett a Renault F1 pilótájaként.

## Pályafutása

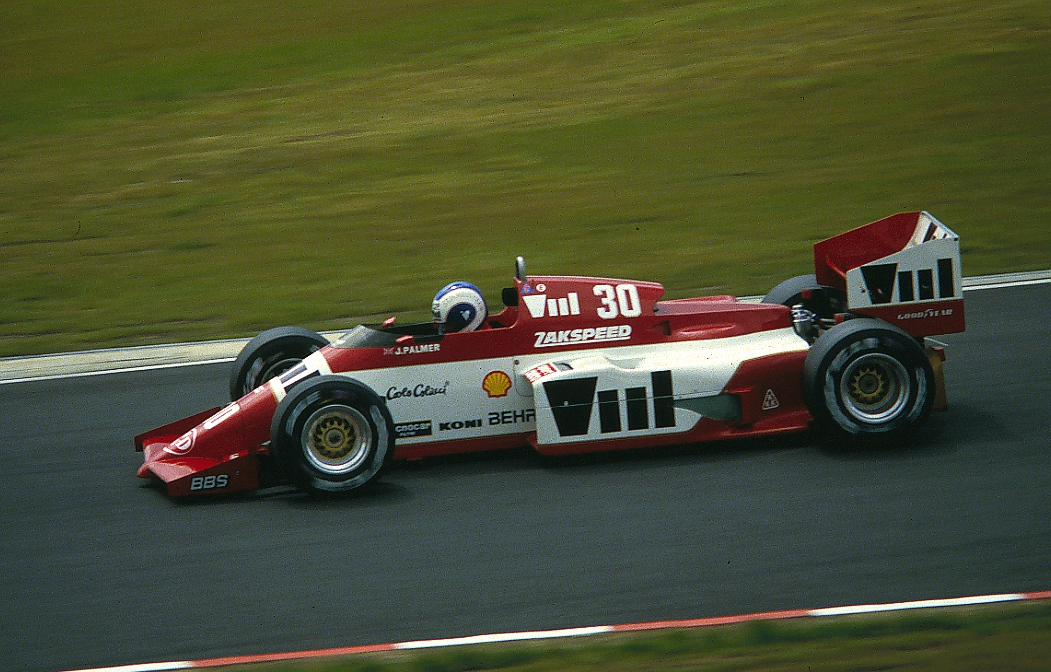
Palmer egy Zakspeed 841 volánja mögött (1985)

1981-ben megnyerte a brit Formula–3-as bajnokságot, majd három évvel később a Formula–2-es bajnokságot is. A Formula–1-ben először a RAM, később a Zakspeed színeiben versenyzett. Egy alkalommal az 1983-as európai nagydíjon a Williams csapatban is szerepelt. Ezután három évig a Tyrrell pilótája volt. Az első szezonban, 1987-ben megnyerte a legjobb nem turbómotorral versenyzők számára kiírt Jim Clark kupát. Az 1988-as év nem hozta a tőle várt jó eredményeket, mert autója messze elmaradt a mezőnyétől. 1989-ben a 018-as karosszériának köszönhetően ismét jobban szerepelt, a szezon második felében azonban Jean Alesi mögött a háttérbe szorult.
Később a BBC kommentárotaként dolgozott, majd saját junior csapatot alapított. Olyan nagy versenyzők karrierjét indította el mint Justin Wilson.

## Eredményei

### Teljes Formula–1-es eredménysorozata
(Táblázat értelmezése)

(Félkövér: pole-pozícióból indult; dőlt: leggyorsabb kört futott) 

| Év   | Csapat   | 1      | 2      | 3      | 4      | 5      | 6      | 7      | 8      | 9      | 10     | 11     | 12     | 13     | 14     | 15     | 16     | Helyezés | Pont |
| ---- | -------- | ------ | ------ | ------ | ------ | ------ | ------ | ------ | ------ | ------ | ------ | ------ | ------ | ------ | ------ | ------ | ------ | -------- | ---- |
| 1983 | Williams | BRA    | USW    | FRA    | SMR    | MON    | BEL    | DET    | CAN    | GBR    | GER    | AUT    | NED    | ITA    | EUR 13 | RSA    |        | 31.      | 0    |
| 1984 | RAM      | BRA 8  | RSA Ki | BEL 10 | SMR 9  | FRA 13 | MON NK | CAN    | DET Ki | DAL Ki | GBR Ki | GER Ki | AUT 9  | NED 9  | ITA Ki | EUR Ki | POR Ki | 27.      | 0    |
| 1985 | Zakspeed | BRA    | POR Ki | SMR NI | MON 11 | CAN    | DET    | FRA Ki | GBR Ki | GER Ki | AUT Ki | NED Ki | ITA    | BEL    | EUR    | RSA    | AUS    | 29.      | 0    |
| 1986 | Zakspeed | BRA Ki | ESP Ki | SMR Ki | MON 12 | BEL 13 | CAN Ki | DET 8  | FRA Ki | GBR 9  | GER Ki | HUN 10 | AUT Ki | ITA Ki | POR 12 | MEX 10 | AUS 9  | 22.      | 0    |
| 1987 | Tyrrell  | BRA 10 | SMR Ki | BEL Ki | MON 5  | DET 11 | FRA 7  | GBR 8  | GER 5  | HUN 7  | AUT 14 | ITA 14 | POR 10 | ESP Ki | MEX 7  | JPN 8  | AUS 4  | 11.      | 7    |
| 1988 | Tyrrell  | BRA Ki | SMR 14 | MON 5  | MEX NK | CAN 6  | DET 5  | FRA Ki | GBR Ki | GER 11 | HUN Ki | BEL 12 | ITA NK | POR Ki | ESP Ki | JPN 12 | AUS Ki | 14.      | 5    |
| 1989 | Tyrrell  | BRA 7  | SMR 6  | MON 9  | MEX Ki | USA 9  | CAN Ki | FRA 10 | GBR Ki | GER Ki | HUN 13 | BEL 14 | ITA Ki | POR 6  | ESP 10 | JPN Ki | AUS NK | 25.      | 2    |

## Fordítás
- Ez a szócikk részben vagy egészben  a   Jonathan Palmer című angol Wikipédia-szócikk fordításán alapul.  Az eredeti cikk szerkesztőit annak laptörténete sorolja fel. Ez a jelzés csupán a megfogalmazás eredetét és a szerzői jogokat jelzi, nem szolgál a cikkben szereplő információk forrásmegjelöléseként.

## Külső hivatkozások
- Profilja a grandprix.com honlapon (angolul)
- Profilja a statsf1.com honlapon (angolul)